# E1.ru
E1.ru — российское интернет-издание, основанное в 1996 году. Специализируется на новостях города Екатеринбурга и Свердловской области.
Третье по цитируемости интернет-СМИ Свердловской области за второй квартал 2021 года по данным компании Медиалогия.

## История
В 1994 году для компании-провайдера «УралРелком» был создан сайт. Создал его сам собственник компании — Анатолий Лебедев и программист Алексей Пинженин. Поначалу в рамках этого ресурса существовали два проекта — корпоративный сайт и развлекательный ресурс, созданный для общения, но впоследствии в 1995 году они разделились. Так и появилась первая версия ресурса, которым в будущем стал E1.ru. Назывался он «Екатеринбург-онлайн» и размещался по адресу «info.mplik.ru». Затем владельцы сайта — программисты Алексей Пинженин и Сергей Герштейн приобрели домен «Ekaterinburg.com». У сайта появился дизайнер и структура: бизнес, город, отдых. Чтобы иметь какой-то заработок владельцы сайта ввели платный доступ к некоторым его страницам, но впоследствии отказались от этой идеи.
Название сайта — «E1.ru» появилось потому что это был один из единственных незанятых доменов похожих на «EOL» («Екатеринбург-он-лайн»), являвшегося примером для владельцев E1.ru. Позже название сайта было забрендировано. Логотип и дизайн сайта были придуманы дизайнером Юрой Щипакиным.
В 2002 году этот проект стали монетизировать за счёт продажи рекламы и размещения каталогов.
В 2006—2007 годах на сайте происходил полный редизайн и систематизация всех сервисов сайта.
В 2008 «Билайн» («Вымпелком») получила актив сайта E1.ru после приобретения «Голден Телекома» в 2008 году, а 28 февраля 2013 года сайт E1.ru сменил собственника — вместо «Билайна» («Вымпелком») им стала компания «ИнтерМедиаГруп» («Hearst Shkulev Media»).
В 2000-х и 2010-х сайт E1.ru закрепил за собой статус одного из наиболее посещаемых сайтов Свердловской области. Периодически редакция сайта берёт интервью у медийных личностей, местных государственных служащих и крупных бизнесменов.

## Описание

### Описание сайта
Сайт представляет из себя городской портал на котором пользователи могут читать региональные новости, заниматься куплей и продажей автомобилей и недвижимости, участвовать в городском форуме, вывешивать и смотреть различные объявления сограждан.

### Руководство
В проекте работают 38 человек. Главный офис редакции сайта находится в Екатеринбурге по адресу улица Шейнкмана, 10.
С 2019 года главным редактором сайта являлась Оксана Маклакова, но в марте 2022 года её пост занял журналист из Краснодара Артем Беседин.

## Деятельность

### Расследования
В декабре 2019 года издание E1.ru совместно с «Новой газетой» провело расследование с целью узнать, кто разгонял противников храма в сквере Екатеринбурга. В результате расследования стали известны предполагаемые личности участников разгона митингующих.
В мае 2021 года E1.ru опубликовало данные о недвижимости главы Екатеринбурга Алексея Орлова на территории коттеджного посёлка Карасьеозёрский-1, купленной им в 2020 году. По данным издания, ему принадлежит коттедж площадью 524,1 квадратного метра и земельный участок площадью 2090 квадратных метров. Предполагается, что цена дома варьируется от 60 до 200 миллионов рублей. Официально, цена, за которую мэр приобрел недвижимость, неизвестна.

### Народная премия E1.RU
Начиная с 2017 года, издание проводит ежегодную Народную премию, по результатам которой выбираются лучшие компании Екатеринбурга. С помощью голосования екатеринбуржцы выбирают лауреатов премии в различных номинациях.

## Популярность
По данным Shkulev Media на сайте E1.ru зарегистрировано более 2 миллионов человек. По данным Google Analytics средняя ежемесячная аудитория проекта составляет порядка 6,7 миллионов уникальных пользователей, которые просматривают более 159 миллионов страниц. Ежедневная посещаемость проекта достигает 752 тысяч уникальных пользователей и 6,6 миллионов просмотров страниц.

## Премии и награды
13 ноября 2019 года на мероприятии VK Content Day портал E1.ru победил в номинации «Храброе сердце» со спецпроектом «Портреты Победы», который готовили к 9 мая. Вместе с читателями E1.ru собирал в социальной сети «ВКонтакте» истории уральцев об их родных, защищавших страну в Великой Отечественной войне.